# 5 Armia (Carstwo Bułgarii)
5 Armia (bułg. Пета армия) – bułgarski związek operacyjny okresu Trzeciego Carstwa z lat 1913–1944.

## Formowanie i działania
30 maja 1913 został podpisany traktat pokojowy między Imperium Osmańskim a państwami bałkańskimi kończący I wojnę bałkańską. Nie zlikwidował on jednak napięcia na Bałkanach. Wśród niedawnych sojuszników z całą ostrością ujawniły się sprzeczności w kwestii podziału wyzwolonych terytoriów. Nie widząc innego sposobu jego rozwiązania, Bułgaria zdecydowała się zaatakować swoich dotychczasowych aliantów, a dowództwo Armii Polowej przystąpiło do organizacji nowych jednostek. W maju 1913 na potrzeby nowej operacji utworzono 5 Armię pod dowództwem gen. mjr. Stefana Toszewa.
Dowództwo Armii Polowej przystąpiło do przerzutu wojsk na nowy teatr działań wojennych. Oddziały zajęły stanowiska kordonem wzdłuż linii rozgraniczającej pozycje wojsk greckich, serbskich i bułgarskich od wybrzeża Morza Egejskiego po Dunaj. 5 Armia rozmieszczona została w rejonie Kiustendił – Radomir. Miała ona, wspólnie z 4 Armią, operować na głównym wysiłku w Macedonii Wardarskiej.

Operacja rozpoczęła się w nocy z 29 na 30 czerwca atakiem wojsk bułgarskich w Macedonii. Z powodu sprzecznych rozkazów i chaosu decyzyjnego działania 5 Armii przyjęły postać nieskoordynowanych akcji. Podjęta próba natarcia wzdłuż starej granicy bułgarsko-serbskiej, mimo lokalnych sukcesów, nie przyniosła oczekiwanego przełomu. W kolejnych tygodniach sytuacja stawała się coraz cięższa i 21 lipca car Bułgarii poprosił króla Rumunii o pośrednictwo w sprawie jak najszybszego zawarcia pokoju. 30 lipca w Bukareszcie rozpoczęły się rokowania pokojowe, a dzień później weszło w życie zawieszenie broni.
Po podpisaniu pokoju w Bukareszcie car Ferdynand I ogłosił demobilizację armii. Wykonując rozkaz o demobilizacji, w sierpniu 1913, rozformowano sztab armii.

## Struktura organizacyjna
Stan w czerwcu 1913:
- dowództwo armii
- 4 Presławska Dywizja Piechoty
- 12 Dywizja Piechoty
- Odrinska Brygada Piechoty
- 2 BP z 10 Zbiorczej Dywizji Piechoty